# Shotaro Iribe
Shôtarô Iribe (入部正太朗, Iribe Shōtarō), né le 1er août 1989 à Nara, est un coureur cycliste japonais.

## Biographie

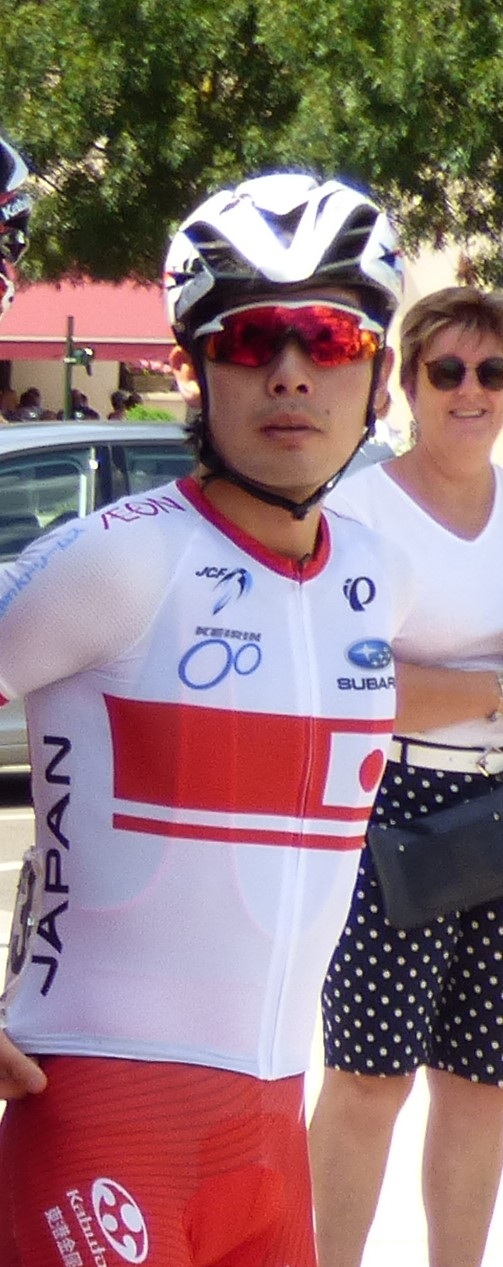
Shotaro Iribeau vêtu de son maillot de champion du Japon au Tour Alsace 2019

Shôtarô Iribe naît le 1er août 1989 à Nara au Japon. Il entre en 2012 dans l'équipe continentale Shimano Racing,.
En 2020, il rejoint l'équipe World Tour NTT Pro Cycling. Il n'est pas conservé en 2021 et retourne au Japon chez Weakling Pedal Cycling Team.

## Palmarès
- 2007
  - Tour de Tohoku juniors
  - 2e du Tour d'Okinawa juniors
- 2011
  -  Champion du Japon de course aux points
- 2013
  - JBCF Miyada criterium
- 2014
  - 3e du Tour d'Okinawa
- 2015
  - JBCF Miyada criterium
  - 2e du Tour d'Okinawa
- 2017
  - 1re étape du Tour de Kumano
- 2018
  - 2e étape du Tour de Thaïlande
  - 2e étape du Tour de Kumano
- 2019
  -  Champion du Japon sur route

## Classements mondiaux
| Année         | 2014 | 2015 | 2016 | 2017 |
| ------------- | ---- | ---- | ---- | ---- |
| UCI Asia Tour | 149e | 103e | 539e | 139e |